# Villeperdue (film)
Pour plus de détails, voir Fiche technique et Distribution.
Villeperdue est un film dramatique français réalisé par Julien Gaspar-Oliveri, sorti en 2016. Ce film a obtenu le prix du public et la mention spéciale du jury en compétition internationale au Festival international du film francophone de Namur en 2016.

## Synopsis
Une mère retrouve pour un week-end dans une petite ville banale de province, un an après la mort de leur père, son fils et sa fille. Des moments de déceptions et de crises vont émailler ces retrouvailles et mettre à vif les tensions de chacun.

## Fiche technique
- Titre original : Villeperdue
- Réalisation : Julien Gaspar-Oliveri
- Scénario : Julien Gaspar-Oliveri
- Décors : Clémence Hamel
- Costumes : Axelle Vinassac
- Photographie : Noé Bach
- Montage : Baptiste Petit-Gats
- Musique :
- Producteur : Stéphane Demoustier, Guillaume Dreyfus, Marion Eyriey et Pierre-Alexandre Schwab
- Production : Année Zéro et P.A.S. Productions
- Distribution : Vendredi Distribution
- Pays d’origine :  France
- Format : couleur
- Genre : drame
- Durée : 52 minutes
- Dates de sortie :
  -  France : 
    - 1er mai 2016
    - 30 août 2017

## Distribution
- Carole Franck : Gaëv, la mère
- Lucie Debay : Sandrine, la fille
- Benjamin Siksou : Vincent, le fils (militaire)